# نبیل عمرو
نبیل عمرو (عربی: نبيل عمرو؛ زادهٔ ۱ ژانویهٔ ۱۹۴۷) در شهر دورا که در جنوب غربی الخلیل واقع شده‌است به دنیا آمد. وی وزیر سابق در دولت فلسطین و مشاور محمود عباس رئیس حکومت فلسطین در امور فرهنگی و تبلیغات و عضو اتحادیه نویسندگان و روزنامه‌نگاران فلسطینی است.
نبیل عمرو تحصیلات خودش را در دانشگاه دمشق گذراند و موفق به دریافت لیسانس حقوق گردید. وی همچنین دکترای افتخاری از انستیتوی اطلاعاتی بین‌المللی را دریافت نمود.
او به عنوان مسئول سازمانهای مردمی فلسطینی در سوریه در بین سال‌های ۱۹۶۹ تا ۱۹۷۱ کار می‌کرد.

## فعالیت‌های مطبوعاتی
- نبیل عمرو یکی از مشهورترین خبرنگاران فلسطینی در زمانی که در رسانه‌های رادیویی و مطبوعاتی کار می‌کرد بود.
- در بین سال‌های ۱۹۷۳ تا ۱۹۸۸ مدیر کل رادیوهای تابع سازمان آزادیبخش فلسطین بود.
- وی سپس نمایندگی وزارت تبلیغات حکومت فلسطین را برعهده داشت و در آنزمان لقب زبان حاکمیت شورشی لقب گرفت.[۲]

## فعالیت‌های سیاسی
- نبیل عمرو برای قرار گرفتن در هیئت رهبری جنبش آزادیبخش فلسطین فتح انتخاب شد و سپس یاسر عرفات وی را به عنوان مشاور خود انتخاب نمود.
- همچنین از آغاز سال ۱۹۸۸ به عنوان نماینده سازمان در اتحاد شوروی سابق قبل از اینکه به عنوان سفیر ویژه تا سال ۱۹۹۳ در آنجا کار کند ، انتخاب شد.
- عضویت در کمیته عالی توجیهات و کنترل بر گفتگوهای فلسطینی اسرائیلی را برعهده داشت.
- به عنوان عضو شورای قانونگذاری در اداره الخلیل انتخاب شد.
- وی علاوه بر وزارت تبلیغات، مسئولیت وزارت امور پارلمانی در حکومت فلسطین از سال ۱۹۹۹ تا ۲۰۰۲ را نیز عهده‌داربود.
- آخرین منصب وی سفیر فلسطین در مصر بود.[۳]

## مواضع
- نبیل عمرو، یاسر عرفات رئیس تشکیلات خودگردان فلسطین را بخاطر مواضع وی در جریان نشست کمپ دیوید دوم در سال ۲۰۰۰ مورد انتقاد قرار داد و به‌طور کلی مواضع آشتی ناپذیر وی در قبال پیشنهادهای رئیس‌جمهور بیل کلینتون را رد کرد.
- با عرفات در سال ۲۰۰۲ وقتی که به تعیین نخست‌وزیر تشکیلات خودگردان فلسطین فراخوان داد مخالفت کرد، و نسبت به عدم شفافیت و دموکراسی در ارگان‌های مختلف حاکمیت انتقاد داشت. در نتیجه این اختلاف، او در ۴ مه ۲۰۰۲ از وزارت استعفا داد. او یکی از اولین کسانی بود که خواستار اصلاحات در داخل موسسات تشکیلات خودگردان فلسطین شد.
- در سال ۲۰۰۴ در معرض یک ترور ناموفق قرار گرفت و پزشکان مجبور به بریدن پای راست او شدند.
- یک اختلاف بین او و ابو مازن رئیس‌جمهور، در رابطه با سابقه گزارش گلدستون در سال ۲۰۰۹ وجود دارد که باعث شد از شغل خود در سفارت فلسطین در قاهره استعفا دهد و ابو مازن را مسئول آنچه اتفاق افتاده بود می‌دانست. نبیل عمرو بعداً اذعان کرد که حکومت فلسطین دستوری مبنی بر جلوگیری از درج نوشته‌های او در روزنامه‌های کرانه غربی و جلوگیری از حضور وی در تلویزیون فلسطین صادر کرده‌است.[۴]

## تألیفات
نبیل عمر بسیاری مقالات سیاسی و روشنفکری نوشت و دو کتاب «روزهای عشق و محاصره» راجع به کار رادیو فلسطین در طول جنگ بیروت بزرگ در سال ۱۹۸۲، و کتاب «هزاران روز در مسکو» دربارهٔ سیاست خاورمیانه اتحاد جماهیر شوروی و وقایع فروپاشی دولت بزرگ و جنگ خلیج فارس نوشت.